# Aero Asia International
Aero Asia International – Byłe pakistańskie prywatne linie lotnicze z siedzibą w Karaczi. Obsługiwały połączenia krajowe, na Bliski Wschód i do Wielkiej Brytanii. Głównym hubem był port lotniczy Karaczi.
Poziom obsługi tej linii nie był oceniony przez agencję ratingową Skytrax. W maju 2007 roku firma ogłosiła upadłość ze względu na niskie zainteresowanie oraz samoloty nie spełniające standardów bezpieczeństwa.